# Ned Zelic
Nedijeljko Zelić, né le 4 juillet 1971 à Sydney, est un ancien joueur international australien de football (soccer). 

## Palmarès

### En équipe nationale
- 34 sélections et 3 buts avec l'équipe d'Australie entre 1991 et 1999
- Finaliste de la Coupe des confédérations 1997

### En club
- Finaliste de la Coupe de l'UEFA en 1993 avec le Borussia Dortmund
- Champion d'Allemagne en 1995 avec le Borussia Dortmund
- Vainqueur de la Coupe de la Ligue japonaise en 2003 avec l'Urawa Red Diamonds
- Champion de Géorgie en 2008 avec le Dinamo Tbilissi